# Traci Bingham
Traci Bingham (Cambridge, Massachusetts, 13 de enero de 1968) es una actriz, modelo y celebridad de televisión estadounidense. Conocida por interpretar el papel de Jordan Tate en la serie de televisión Baywatch entre 1996 y 1998.

## Biografía
Bingham nació en Cambridge, Massachusetts. Proviene de una herencia mixta afrodescendiente, italiana y amerindia. Su madre es afroitaliana y su padre es amerindio. Fue a la Harvard Extension School a estudiar psicología. Es vegetariana. Es miembro de PETA y ha aparecido en sus anuncios.

## Carrera
Bingham empezó su carrera con roles de actuación menores. En 1991 apareció en el video para "Good Vibrations" de Marky Mark and the Funky Bunch.
Aparte de Baywatch, las apariciones de Bingham incluyen las series de televisión D.R.E.A.M. Team y Beverly Hills, 90210 y la película Demon Knight. También interpretó roles menores en las populares sitcoms estadounidenses El Príncipe de Bel-Air y Married... with Children.
Además de su trabajo actoral, Bingham ha posado para Playboy en varias ocasiones. En junio de 1998, posó para la publicación de "Babes of Baywatch" junto con Donna D'Errico, Marliece Andrada, Pamela Anderson, Yasmine Bleeth, Carmen Electra, Gena Lee Nolin y Erika Eleniak.
Bingham apareció como invitada en la segunda temporada de La Vida Surrealista en 2004. Sus compañeros de reparto incluyeron a Ron Jeremy, Vanilla Ice, Erik Estrada, Tammy Faye Bakker y Trishelle Cannatella. Durante su estancia, intentó juguetonamente que la estrella de porno, Ron Jeremy, se desnudara.
Bingham fue empleada como modelo portavoz por Empire Poker, un sitio de juego en línea. Por objetivos de publicidad, fue enviada a varios eventos de los medios de comunicación (generalmente no convidados) vistiendo un skimpy y una camiseta corta con el logo de la compañía en ella.
En 2006, apareció en Celebrity Big Brother 2006 en el Reino Unido, donde llegó a la final con seis concursantes y fue desahuciada durante la noche final del show. Durante su tiempo en el show, estando Bingham en la recta final de la selección, se encontraba bajo la publicidad excesiva sobre un diseminado ataque de Pete Burns. También se publicó la especulación sobre su enredo con el compañero de casa Dennis Rodman. Seleccionó a las familias de SMA como caridad al recibir una donación de su participación en el show a causa de que su sobrina había muerto de atrofia muscular espinal (SMA, por sus siglas en inglés).
En 2007, Bingham apareció en Las Olimpiadas de la Vida Surrealista y ganó los $100,000 del gran premio de Goldenpalace.net.

## Filmografía
- Demon Knight (1995)
- Beach Movie (1998)
- Foolish (1999)
- The Private Public (2000)
- Longshot (2000)
- More Mercy (2003)
- Four Fingers of the Dragon (2003) (actuación breve)
- Malibooty! (2003)
- Hanging in Hedo (2007)

## Trabajo en televisión
- Baywatch (miembro del reparto de 1996-1998)
- The Dream Team (1999) (cancelado después de 4 episodios)
- Strip Mall (miembro del reparto en 2000)
- BattleBots (anfitriona en 2001)
- Celebrity Boot Camp (2002)
- La Vida Surrealista (miembro del reparto en 2004)
- Celebrity Big Brother (miembro del reparto en 2006)
- Las Olimpiadas de la Vida Surrealista (2007)
- The Tyra Banks Show (2 episodios) (2007)